# Roosevelt (Utah)
Roosevelt – miasto w Stanach Zjednoczonych, w stanie Utah, w hrabstwie Duchesne.